# Сатиньи
Сатиньи́ (фр. Satigny) — коммуна кантона Женева в Швейцарии. Статус города не имеет.
Сатиньи является крупнейшей в стране винодельческой коммуной. Здесь располагается самый крупный регион по производству вина Man-dement.